# Dwight Frye
Dwight Iliff Fry (ur. 22 lutego 1899, zm. 7 listopada 1943) – amerykański aktor sceniczny i filmowy. Najbardziej znany ze swoich ról w klasycznych filmach grozy lat trzydziestych XX wieku.

## Filmografia wybrana
- 1931: Dracula (Dracula)
- 1931: Frankenstein
- 1933: Niewidzialny człowiek (The Invisible Man)
- 1935: Narzeczona Frankensteina (Bride of Frankenstein)
- 1943: Frankenstein spotyka Człowieka Wilka (Frankenstein Meets the Wolf Man)